# Proud Mary (альбом Соломона Берка)
Proud Mary — студійний альбом американського співака Соломона Берка, випущений 1 травня 1969 року лейблом Bell Records. Записаний у 1969 році на студії Fame Recording Studios в Масл-Шолс (Алабама)
У 1969 році альбом посів 140-е місце у чарті Billboard 200 журналу «Billboard». У 1969 році сингл «Proud Mary» посів 15-е місце в чарті R&B Singles і 45-е місце в чарті Billboard Hot 100, а «Up Tight Good Woman» посів 47-е місце в чарті R&B Singles.

## Список композицій
1. «Proud Mary» (Джон Фогерті) — 3:17
2. «These Arms of Mine» (Отіс Реддінг) — 2:54
3. «I'll Be Doggone» (Марв Тарлін, Вільям Робінсон, Воррен Мур) — 2:56
4. «How Big a Fool (Can a Fool Be)» (Соломон Берк) — 2:15
5. «Don't Wait Too Long» (Майкл Бакінс)  — 3:10
6. «That Lucky Old Sun» (Біслі Сміт, Гевен Гіллеспі)  — 3:00
7. «Uptight Good Woman» (Ден Пенн, Джиммі Джонсон, Спунер Олдгем) — 2:42
8. «I Can't Stop (No No No)» (Ден Пенн, Роджер Гокінс)  — 2:17
9. «Please Send Me Someone to Love» (Ширлі Каплан) — 3:02
10. «What Am I Living For» (Арт Гарріс, Фред Джей)  — 2:55

## Учасники запису
- Соломон Берк — вокал
- Джиммі Джонсон — гітара
- Едді Гінтон — гітара
- Баррі Бекетт — клавіші
- Девід Гуд — бас
- Роджер Гокінс — ударні

Технічний персонал
- Томіко Джонс — продюсер
- Соломон Берк — аранжування, продюсер
- Мікі Бакінс — інженер звукозапису
- Селеста Трондсон — ілюстрація
- Крейг Браун — дизайн окбладинки
- Джон Фогерті — текст до обкладинки

## Хіт-паради
Альбоми
| Рік  | Чарт          | Позиція |
| ---- | ------------- | ------- |
| 1969 | Billboard 200 | 140     |

Сингли
| Рік  | Сингл                 | Чарт              | Позиція |
| ---- | --------------------- | ----------------- | ------- |
| 1969 | «Proud Mary»          | R&B Singles       | 15      |
| 1969 | «Proud Mary»          | Billboard Hot 100 | 45      |
| 1969 | «Up Tight Good Woman» | R&B Singles       | 47      |

## Видання
| Країна | Дата | Лейбл | Формат | Каталог   |
| ------ | ---- | ----- | ------ | --------- |
| США    | 1969 | Bell  | LP     | Bell-6033 |